# Madame Terror
Madame Terror - em sueco Madame Terror - é um livro do escritor sueco Jan Guillou, publicado em 2006 pela editora Piratförlaget.

É o décimo-segundo livro com a personagem fictícia Carl Hamilton - um agente secreto sueco, que tinha sido esquerdista na sua juventude.

A tradução brasileira foi editada pela Bertrand Brasil em 2009.